# 마쓰오카촌 (지바현)
마쓰오카촌(松丘村)은 지바현 기미쓰군에 일찍이 존재했던 촌이다.

## 지리
- 현재의 기미쓰시 동부, 구 가즈사정 중부에 해당한다.
- 마을은 대부분 산이 많은 지형이다.
- 마을은 오쓰가와 강 상류에 위치해 있다.

## 역사
- 1889년 4월 1일 - 정촌제 시행에 의해 모다군 마쓰오카촌이 성립하였다.
- 1897년 4월 1일 - 모다군이 통합에 의해 기미쓰군이 되었다.
- 1936년 3월 25일 - 구루리선 구루리역, 가즈사카메야마역까지의 노선을 비릇해 히라야마역. 가즈사마쓰오카역이 개통되었다.
- 1954년 10월 1일 - 구루리정, 가메야마촌과 합병해, 가즈사정이 성립해, 마쓰오카촌은 소멸하였다.

## 인구
| 1891년 | 3,868 |
| 1921년 | 4,187 |

## 교통
본촌 소멸후 1944년 12월 16일부터 1947년 4월 1일까지 구루리역 - 가즈사카카메야마역 간 영업 중단에 따라 두 역도 영업을 중단했다.
- 일본국유철도(→동일본 여객철도
  - 구루리선

### 도로
- 구루리 가도(현 국도 410호선)

## 참고문헌
- 角川日本地名大辞典編纂委員会『가도카와 일본 지명 대사전 12 千葉県』、가도카와 쇼텐、1984年 ISBN 4040011201
- 日本加除出版株式会社編集部『全国市町村名変遷総覧』、日本加除出版、2006年、ISBN 4817813180